# Маринченко Анатолій Самійлович
Анато́лій Самі́йлович Мари́нченко (16 червня 1942, Гнідин — 27 липня 2012, Київ) — український музикант (флейтист) і педагог. Заслужений артист України (1994).

## Життєпис

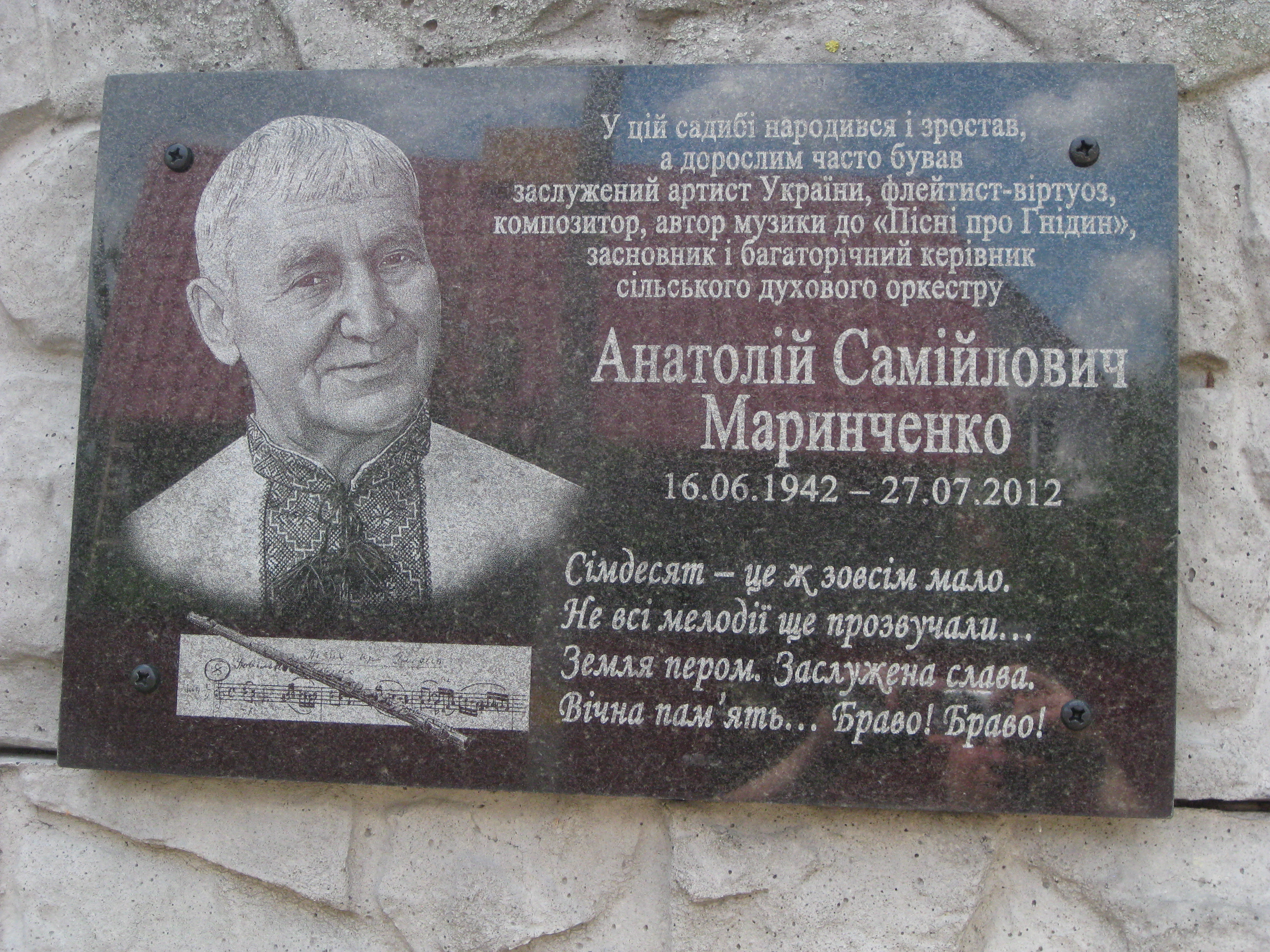
Меморіальна дошка у Гнідині

Народився в селі Гнідині Бориспільського району Київської області у багатодітній родині. Навчався у Гнідинській школі, а початкову музичну освіту здобував у суворовському училищі.
1968 — закінчив Московську консерваторію (клас М. Платонова, Ю. Должикова).
1968—1972 — артист камерного та симфонічного оркестрів Білоруської державної філармонії у Мінську.
1972—1979 — працює в симфонічному оркестрі УРСР у Києві.
1979—1984 — працює в естрадно-симфонічному оркестрі УРСР.
1984—1996 — концертмейстер групи флейт Київського дитячого музичного театру.
1996—2001 — артист ансамблю солістів «Київська камерата».
2001—2012 — артист Ансамблю класичної музики ім. Б. Лятошинського Національного будинку органної і камерної музики.
З 2002 — викладач класу флейти у Київських дитячих школах мистецтв № 6 і № 24.
Засновник і керівник квінтету духових інструментів «Ричеркар», який діяв у 1980—2012 роках.
Створив і керував духовим оркестром у рідному Гнідині (1973—2012). Автор гімну Гнідина.
Виступав у Німеччині, Франції, Італії, Польщі, США.